# Розширена періодична таблиця елементів (версія Фріке)
Розширена періодична таблиця хімічних елементів. Для природного ізотопного складу кожного елементу вона показує назву, атомний номер, символ, стандартну атомну масу (або атомну масу) та посилання на ізотопи елемента. Він також за допомогою ключових знаків, має повідомлення про виникнення, стан речовини та металевий характер. Вона називається розширеною, оскільки вона показує елементи, які є теоретичними (періоди 8 та 9), це означає, що таблиця може перевищувати ширину сторінки. Презентація широка, це означає, що розділених стільникових елементів немає (як це частіше трапляється у друкованому вигляді). 
Поточна стандартна таблиця містить 7 періодів, кульмінацією яких є оганесон, що має атомний номер 118. Макет таблиці був покращений з часом, коли були виявлені нові елементи, а також розроблено нові теоретичні моделі для пояснення хімічної поведінки. Якщо будуть знайдені додаткові елементи з вищими атомними числами, ніж це (118), то вони будуть розміщені в додаткових періодах, викладені (як і в існуючих періодах), щоб ілюструвати періодично повторювані тенденції властивостей відповідних елементів. Очікується, що будь-які додаткові періоди будуть містити більшу кількість елементів, ніж сьомий період, оскільки вони розраховані на наявність додаткового так званого g-блоку, що містить 18 елементів з частково заповненими g-орбіталями в кожному періоді. Таблиця, що містить цей блок, була запропонована Гленном Т. Сейборгом у 1969 році. 

Неясно, скільки елементів фізично можливо, якщо період 8 завершений, або можливо є період 9.

## Розширена періодична таблиця
Інформація про елементи до гасію (крім коперникуму) є гіпотетичними та ґрунтуються на періодичних тенденціях.
Суперважкі елементи можуть не існувати, і вони можуть не слідувати цього порядку.
	s1	s2		p1	p2	p3	p4	p5	p6
1	1
H		2
He
2	3
Li	4
Be		5
B	6
C	7
N	8
O	9
F	10
Ne
3	11
Na	12
Mg		d1	d2	d3	d4	d5	d6	d7	d8	d9	d10	13
Al	14
Si	15
P	16
S	17
Cl	18
Ar
4	19
K	20
Ca		21
Sc	22
Ti	23
V	24
Cr	25
Mn	26
Fe	27
Co	28
Ni	29
Cu	30
Zn	31
Ga	32
Ge	33
As	34
Se	35
Br	36
Kr
5	37
Rb	38
Sr		f1	f2	f3	f4	f5	f6	f7	f8	f9	f10	f11	f12	f13	f14	39
Y	40
Zr	41
Nb	42
Mo	43
Tc	44
Ru	45
Rh	46
Pd	47
Ag	48
Cd	49
In	50
Sn	51
Sb	52
Te	53
I	54
Xe
6	55
Cs	56
Ba		57
La	58
Ce	59
Pr	60
Nd	61
Pm	62
Sm	63
Eu	64
Gd	65
Tb	66
Dy	67
Ho	68
Er	69
Tm	70
Yb	71
Lu	72
Hf	73
Ta	74
W	75
Re	76
Os	77
Ir	78
Pt	79
Au	80
Hg	81
Tl	82
Pb	83
Bi	84
Po	85
At	86
Rn
7	87
Fr	88
Ra	g1	g2	g3	g4	g5	g6	g7	g8	g9	g10	g11	g12	g13	g14	g15	g16	g17	g18	p1	p2	89
Ac	90
Th	91
Pa	92
U	93
Np	94
Pu	95
Am	96
Cm	97
Bk	98
Cf	99
Es	100
Fm	101
Md	102
No	103
Lr	104
Rf	105
Db	106
Sg	107
Bh	108
Hs	109
Mt	110
Ds	111
Rg	112
Cn	113
Uut	114
Fl	115
Mc	116
Lv	117
Uus	118
Uuo
8	119
Uue	120
Ubn	121
Ubu	122
Ubb	123
Ubt	124
Ubq	125
Ubp	126
Ubh	127
Ubs	128
Ubo	129
Ube	130
Utn	131
Utu	132
Utb	133
Utt	134
Utq	135
Utp	136
Uth	137
Uts	138
Uto	139
Ute	140
Uqn	141
Uqu	142
Uqb	143
Uqt	144
Uqq	145
Uqp	146
Uqh	147
Uqs	148
Uqo	149
Uqe	150
Upn	151
Upu	152
Upb	153
Upt	154
Upq	155
Upp	156
Uph	157
Ups	158
Upo	159
Upe	160
Uhn	161
Uhu	162
Uhb	163
Uht	164
Uhq
9	165
Uhp	166
Uhh		167
Uhs	168
Uho	169
Uhe	170
Usn	171
Usu	172
Usb
10		173
Ust	174
Usq	175
Usp	176
Ush	177
Uss	178
Uso	179
Use	180
Uon	181
Uou	182
Uob	183
Uot	184
Uoq

## Дивись також
- Розширена періодична таблиця елементів